# Храм Святого Пантелеймона (Салоніки)
Храм Святого Пантелеймона (грец. Ναός του Αγίου Παντελεήμονος) — хрестоподібна однонавна церква в місті Салоніки, у східній частині міста, на перетині вулиць Егнатія та Іасоніду. Освячений на честь великомученика Пантелеймона.
1988 року серед інших ранньохристиянських і візантійських пам'яток Салонік включений до переліку об'єктів Світової спадщини в Греції.

## Історія храму
Будівництво церкви відносять до початку доби правління Палеологів (близько 13 століття). Храм побудував монастир Пресвятої Богородиці (грец. Μονή της Θεοτόκου Περιβλέπτου). Останній відоміший як Монастир Ісаака, оскільки був заснований Іаковом, єпископом Салонік в період 1295—1314, в чернецтві він прийняв ім'я Ісаака.
Впродовж всього 15 століття монастир був значним духовним центром, в тому числі осередком викладацької діяльності. Із монастирем цього періоду пов'язані імена провідних грецьких вчених Фоми Магістра і Матвія Властаріса.
В середині 16 століття, імовірно, близько 1568—1571 років, турки перетворили храм на мечеть. Фрески та зовнішні стіни були побілені, над храмом звели мінарет, а в дворі храму побудували мармуровий фонтан. Імовірно, ім'я святого Пантелеймона запозичене від назви каплиці поблизу церкви Панагудас, в якій здійснювалися богослужіння в османську добу.
В останні роки турецького панування в ході ремонтних робіт зруйнована галерея, що оточувала храм (збереглася тільки східна частина арки), яка не відновлена досі.
Після землетрусу 1978 року проведений комплекс відновлювальних робіт.

## Архітектура та внутрішнє оздоблення
Храм спочатку був оточений галереєю, яка мала в східній частині симетрично вівтаря два невеликих приділи. Вхід до церкви з галереї був можливий тільки через двері в північній і південній сторонах храму (традиційних західних дверей храм не має). Центральний купол укріплений на чотирьох арках, що утворюють хрест. Існує малий купол, розташований над навою.
У храмі збереглися незначне число фресок. У відносно доброму стані у наві збереглося донині зображення Богородиці, а в дияконському приміщенні зображення трьох святителів.